# Bruttokaltmiete
Die Bruttokaltmiete besteht aus der Nettokaltmiete (Grund-/Kalt-Nettomiete) und den kalten Nebenkosten (exklusive Heiz- und Warmwasserkosten). Sie wird im Mietvertrag festgelegt.
Sie definiert die Miete einschließlich sämtlicher Betriebskosten (wie z. B. Schornsteinreinigung, Versicherung, Kabelfernsehen, Gartenpflege, Aufzug, Müllabfuhr etc.). Ausgenommen davon sind nur die Heiz- und Warmwasserkosten.
Wurde eine Bruttokaltmiete vereinbart, muss und darf der Vermieter keine Betriebskostenabrechnung erstellen. Nur eine Heiz- und Warmwasserkostenabrechnung darf gemacht werden.
Vertraglich können auch Mischformen der Bruttokaltmiete und Nettokaltmiete (Teil-Inklusiv-Miete) vereinbart werden.

## Mieterhöhung
Die Frage, ob Steigerungen der Nebenkosten durch Mieterhöhungen auf den Mieter umgelegt werden können, änderte sich mit der Übernahme der Regelungen des Miethöhegesetzes in das BGB im Jahre 2001. Während vorher vertraglich vereinbart werden konnte, dass Steigerungen der Nebenkosten durch Mieterhöhungen an den Mieter weitergegeben werden konnten, ist dies seitdem nicht mehr möglich.